# بنة أمير عسكر (الريف الشرقي)
بنة أمير عسكر (بالفارسية: بنه امیرعسگر) هي منطقة سكنية تقع في إيران في قسم الريف الشرقي الريفي. يقدر عدد سكانها بـ 172 نسمة بحسب إحصاء 2016.